# Капитан Лебядкин
Игна́т Тимофеевич Лебя́дкин — персонаж романа Фёдора Михайловича Достоевского «Бесы», поэт-графоман, брат Марии Тимофеевны Лебядкиной. Герой входит в галерею «маленьких людей» Достоевского. Творчество Лебядкина нашло продолжение в русской поэзии, а также в прозе Михаила Зощенко. Композитор Дмитрий Шостакович написал вокальный цикл на стихи Лебядкина.

## История создания персонажа
По данным исследователей, история появления на свет Игната Лебядкина напрямую связана с повестью, замысел которой возник у Достоевского после выхода в свет романа «Идиот». Согласно авторской задумке, в произведении должен был действовать наивный и нелепый человек по фамилии Картузов, сочиняющий стихи «разной степени неумелости». В рукописях Достоевского сохранились образцы творчества Картузова, совпадающие с лебядкинскими виршами (например, «О, как мила она, Елизавета Карамзина») и сопровождающиеся авторской ремаркой: «100 стихов в этом роде». Повесть, имевшая условное название «Рассказ о неловком человеке», осталась ненаписанной, однако её герой переместился в другое произведение Фёдора Михайловича — роман «Бесы».
Сам Достоевский тоже сочинял стихи, имевшие «непреднамеренный комический эффект»; об этом свидетельствует его поэтическое обращение к вдове-императрице после смерти Николая I: «Ты сердцем с ним сжилась, то было сердце друга… / И кто же знал его, как ты, его супруга?» Для сатирической повести «Крокодил» Фёдор Михайлович написал «социальные стихи»: «В долину слёз гражданства / Ударила гроза. У всех сирот казанских / Заискрилась слеза». За этими строчкам, по мнению литературоведа Владимира Новикова, уже просматривалось «лицо капитана Лебядкина»:

Пародийно-гротескный стиль, к которому пришёл Достоевский-поэт, нуждался в персонификации. Так возникает в черновиках одной ненаписанной повести галантный стихотворец капитан Картузов, а потом он вместе со всеми стихами переходит в «Бесы», где становится капитаном Лебядкиным.

## Портрет и характер персонажа
Автор повествования описывает Лебядкина как человека, обладающего «колоритной и впечатляющей внешностью»: он был «десяти вершков росту, толстый, мясистый, курчавый, красный и чрезвычайно пьяный». Хроникёр обращает внимание на его «несколько опухшее и обрюзглое лицо»; кроме того, герой имеет маленькие, «довольно хитрые глазки» и носит усы и бакенбарды.
Владислав Ходасевич характеризует персонажа как «негодяя, с какой стороны ни взять». В биографии Лебядкина много сомнительных страниц: он живёт на деньги Ставрогина, шантажируя его информацией о тайном браке Николая Всеволодовича с Марией Тимофеевной; бьёт сестру; порой занимается доносительством; называет себя капитаном, потерявшим руку во время Крымской войны («хотя обе руки у него целы»). При этом, уточняет Ходасевич, Лебядкин отнюдь не глуп. Пытаясь освободиться от репутации шута, герой создаёт себе некую параллельную биографию, в которой действует не пьяница и скандалист, а «иллюзорный, идеальный» Лебядкин-поэт. Литературовед Бенедикт Сарнов считает, что «ближайшим родственником» Лебядкина является Павел Смердяков из «Братьев Карамазовых»; отличие между ними в том, что Игнат в принципе не знает о существовании угрызений совести:

Мучительно размышляя о том, пуститься ли ему на шантаж, написать ли донос или совершить ещё какую-нибудь пакость, Лебядкин озабочен только одним-единственным сомнением: «Ох, жутко, Лебядкин, ох, как бы не промахнуться!» Что касается сомнений, так сказать, морального порядка, то они ему отнюдь не свойственны. Это для него, как говорят в таких случаях герои Зощенко, «не вопрос».
Напомнив, что «Бесы» являются самым трагическим произведением Достоевского, Владимир Новиков сопоставляет миссию Лебядкина в романе с ролью шута в «Короле Лире». Вечная «идиотская ухмылка» Игната усиливает драматизм действия, в ходе которого происходит гибель многих людей. Наряду с Иваном Шатовым, Лизой Тушиной, Кирилловым погибает от рук Федьки-каторжника и капитан Лебядкин; вместе с ним уходит и его сестра Мария Тимофеевна.

## Творчество персонажа
Уникальность Лебядкина в том, что он представляет собой воплощение «самого впечатляющего образа графомана» в русской литературе; при этом поэт не просто сочиняет стихи, но и «терроризирует» слушателей своими произведениями. Наиболее известное его стихотворение — «Таракан» — имеет, по словам Ильи Сермана, «сложную литературную генеалогию». Сюжет произведения, называемого автором «басней Крылова», — это пародия на «Фантастическую высказку» поэта Ивана Мятлева, которая, в свою очередь, является «пародией на элегию»:

| Таракан Как в стакан Попадёт — Пропадёт, На стекло — Тяжело — Не всползёт. Стихотворение Ивана Мятлева |  | Жил на свете таракан, Таракан от детства, И потом попал в стакан Полный мухоедства… Место занял таракан, Мухи возроптали. Стихотворение Игната Лебядкина |

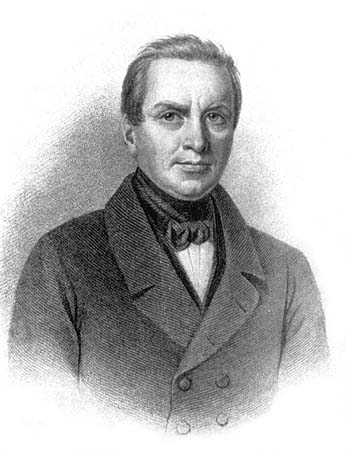
Иван Мятлев

Отзывы о лебядкинском «Таракане» были разнообразными. Так, Иосиф Бродский увидел в нём «первый опыт абсурда в русской литературе». По мнению Владислава Ходасевича, произведение представляет собой искажённую версию стихотворения Пушкина «о равнодушной природе» («Брожу ли я вдоль улиц шумных»). Александр Блок, который, согласно воспоминаниям поэта Василия Гиппиуса, планировал написать об Игнате статью (задумка оказалась нереализованной), назвал стихи капитана «очень хорошими» и прочитал вслух «Таракана». Владимир Новиков обнаружил в стихотворении «своеобразное пророчество», предчувствие тех драматических событий, которые должны развернуться в «Бесах»; поводом для такого прогноза служит, по мнению литературоведа, слово «мухоедство», в котором заключён «гротескный образ всеобщего взаимоуничтожения». Аналогичной точки зрения придерживался Илья Серман, считавший, что в «Таракане» просматриваются как дальнейшие судьбы героев романа, так и общее развитие сюжета.

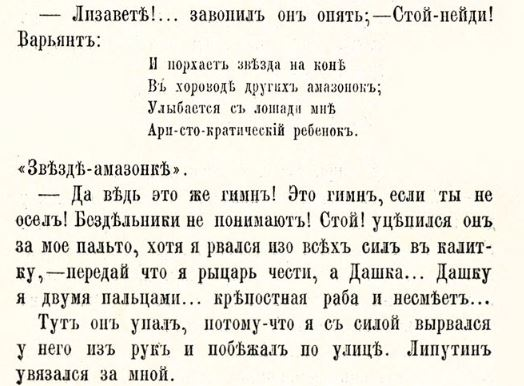
Любовная лирика Лебядкина на страницах первого издания романа (1873)

Лебядкин неутомим и в создании любовной лирики. Стихов о любви, в том числе написанных задолго до начала действия романа, в его творческом багаже очень много, однако на страницах «Бесов» присутствуют лишь те произведения, которые капитан посвятил Лизе Тушиной. Воспылав к красивой девушке страстью, граничащей с ненавистью, графоман определил своё состояние так: «Любви пылающей граната / Лопнула в груди Игната. / И вновь заплакал горькой мукой / По Севастополю безрукий».
Другое стихотворение, в которой герой представляет Лизу травмированной, начинается строчками: «Краса красот сломала член / И интересней вдвое стала». В этих строчках, по мнению Сермана, заложена пародийная отсылка к целомудренной установке Белинского, который наотрез отказался включать в свою рецензию цитату из стихотворения поэта Владимира Бенедиктова: «Матильда спрыгнула; Седло остывает — и жаркие члены объемлет диван». Среди лебядкинских произведений, адресованных Тушиной, есть также почтительно-сентиментальное пожелание «брачных и законных наслаждений»; замыкается любовный цикл стихотворением про «звезду на коне», которое Игнат называет гимном.

## Влияние персонажа на русскую поэзию

### Лебядкин и Николай Заболоцкий
По воспоминаниям Павла Антокольского и Вениамина Каверина, когда начинающий поэт Николай Заболоцкий прочитал в кругу литераторов свои стихи, в которых были строки «Прямые лысые мужья / Сидят, как выстрел из ружья», актриса Зоя Бажанова заметила, что в них чувствуется прямое родство с капитаном Лебядкиным. Слушатели ждали, что Заболоцкого эта оценка обескуражит, однако молодой автор признался, что «ценит Лебядкина выше многих современных поэтов». Как утверждает Бенедикт Сарнов, лебядкинское творчество обернулось для Заболоцкого «предвестием нового поэтического языка». Подтверждением того, что между поэзией Заболоцкого и виршами Игната существует стилистическая близость, является написанная в 1930-х годах лубочная пародия Александра Архангельского «Выходит капитан Лебядкин — / весьма классический поэт, — / читает девкам по тетрадке / стихов прелестнейший куплет»:

«Весьма классический поэт» — сказано, конечно, с изрядной долей иронии, но в то же время с пониманием значимости той стихотворной традиции, которую продолжает Заболоцкий.

### Лебядкин и Николай Олейников
О своём «родстве» с Игнатом заявлял и поэт Николай Олейников, написавший собственную историю таракана с лебядкинским эпиграфом «Таракан попал в стакан». В его версии насекомое, оказавшееся за стеклом и ставшее «жертвой медико-биологического исследования», способно испытывать подлинные мучения; подобно человеку, оно «сжимает руки» и «скалит зубы».
В другом стихотворении Олейникова — «Страшно жить на этом свете» — присутствует не только лебядкинский «неповторимый синтаксис», но и его же представление о мироустройстве как о «стакане, полном мухоедства». При анализе этого произведения Илья Серман отдельно выделил строки «Лев рычит во мраке ночи, / Кошка стонет на трубе, / Жук-буржуй и жук-рабочий / Гибнут в классовой борьбе», заметив, что автор осознанно делает акцент на пафосных лозунгах, создавая пародию на набившие оскомину политические клише.

### Лебядкин и Александр Тиняков
К числу наиболее горячих приверженцев творчества Лебядкина относился поэт Александр Тиняков, максимально воспринявший его философию и этику. Главный жизненный девиз персонажа «Бесов» — «Плюй на всё и торжествуй» — Тиняков не просто впитал, но и развил, продемонстрировав миру «животную эгоистическую радость» и откровенный цинизм: «Вы околели, собаки несчастные, — / Я же дышу и хожу. / Крышки над вами забиты тяжёлые — / Я же на небо гляжу!» В другом стихотворении, адресованном «проституточкам-голубкам», поэт в соответствии с моральными установками своего учителя задаётся вопросом: «Кто назвал разгул позором? Думать надо, что — дурак!»

Новизна стихов Александра Тинякова состояла не только в их поразительной цинической откровенности. Новизна их была в том, что поэзия тут как бы перечеркивала, отрицала самоё себя… Поэт открыто объявил себя глашатаем всего самого низменного и тёмного, что только есть в природе человека.— Бенедикт Сарнов

### Лебядкин и герои Зощенко
Поклонникам Зощенко представлялось совершенной аксиомой то, что зощенковский стиль — это не что иное, как инструмент сатиры, едва ли не самый действенный инструмент, с помощью которого Зощенко так талантливо, так убийственно разоблачает, дискредитирует мещанина.
Последователи капитана Лебядкина присутствуют и среди персонажей Михаила Зощенко. Один из них — герой рассказа «О чём пел соловей» Былинкин, «слегка циник и прожжённый жизнью человек», — влюбившись в Лизочку Рундукову, сочинил десять стихотворений и балладу. Одно из них автор процитировал: «Девизом сердца своего, / Любовь прогрессом называл. / И только образ твоего / Изящного лица внимал». Сравнивая лирические опыты Былинкина с творчеством Лебядкина, Бенедикт Сарнов отмечает, что в том мире, где живёт Игнат, попытки «поэтического обнажения» успеха у публики не имеют; зато в среде, где находится Былинкин, подобные произведения ни у кого не вызывают протеста, потому что «здесь капитаны лебядкины не только составляют большинство, но и в полном смысле этого слова торжествуют».
Для Зощенко массовое появление капитанов Лебядкиных и обнародование их представлений о мире стало «медицинским фактом». Выбрав лебядкинский стиль как ироничную «речевую маску», писатель в течение многих лет подвергался нападкам со стороны критиков, ставивших знак равенства между автором и его персонажами. Писатель вынужден был объяснять своим оппонентам, что никакого сознательного искажения русского языка в его произведениях не происходит: он пишет на том языке, «на котором сейчас говорит и думает улица».

### Лебядкин и бытовая поэзия
Поэзия, принципы которой артикулировал Лебядкин, не нова: она существовала во все времена. До определённого момента она была далека от литературных процессов и находилась вне сферы интересов профессиональных исследователей. Корней Чуковский, работая над книгой «От двух до пяти», столкнулся с аналогом лебядкинского творчества в бытовой среде и рассказал о школьных альбомах, в которые ученицы записывали любимые стихи: «Когда знакомство заводила / И полюбила подлеца, / Я откровенность всю открыла / И попросила, как отца».
Со страниц школьных альбомов эти вирши двинулись в серьёзные издания. Николай Гумилёв отметил их появление фразой: «Мы присутствуем при новом вторжении варваров, сильных своей талантливостью и ужасных своей небрезгливостью». Зощенко, которому начинающие авторы присылали на рецензирование свои первые произведения, отнёсся к ним как к неизбежности:

Зощенко исходил из того, что косноязычные, беспомощные, «лебядкинские» сочинения малограмотных графоманов — это первые ростки новой литературы. Он всерьёз отнесся к ним как к культурному явлению. (Как некогда Гумилёв к стихам Игоря Северянина.) Он всерьёз считал, что русской литературе, если она хочет продолжаться, следует отнестись к этому явлению с почтительным и непредвзятым вниманием.

### Лебядкин и Владимир Высоцкий

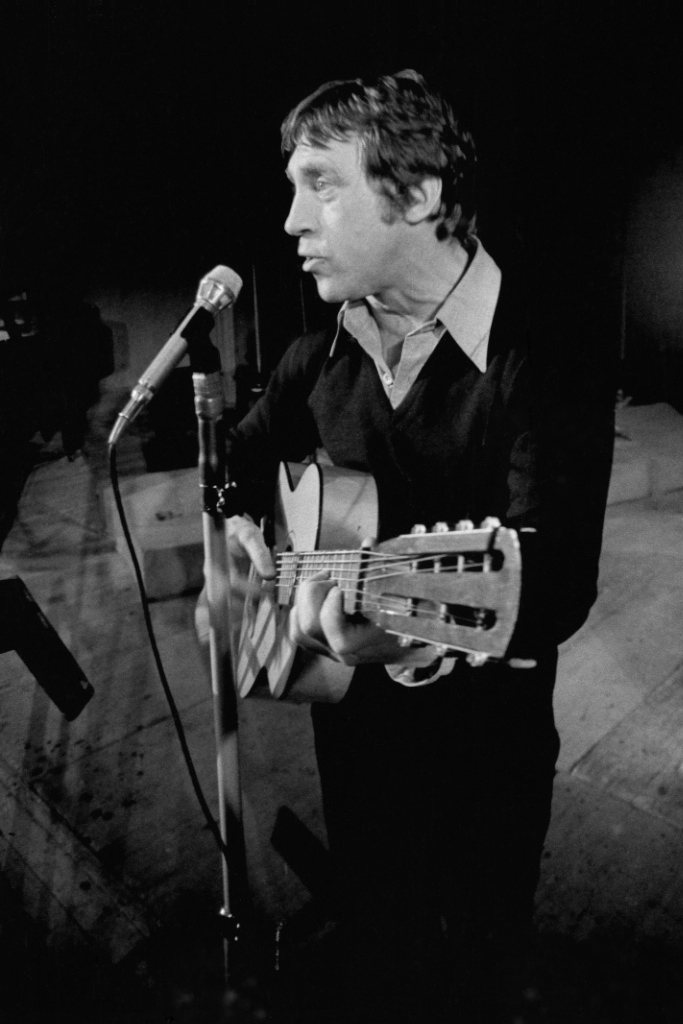
Владимир Высоцкий

Определённая перекличка с творчеством Игната замечена и в поэзии Владимира Высоцкого. Так, герой его стихотворения «Гербарий», оказавшись пришпиленным гвоздём к доске, испытывает те же страдания, что выпали на долю лебядкинского «Таракана». Рассказывая о своих «товарищах по несчастью» — жуках, стрекозах и других насекомых, — персонаж Высоцкого постепенно выходит и на «прямую аналогию с лебядкинским стаканом»: «Я с этими ребятами / Лежал в стеклянной баночке…»
Свидетельством того, что эти истории созданы на основе «родственного» материала, являются их концовки — в финале обоих стихотворений происходит «катастрофическое разрушение сложившегося пространства жизни насекомых». Разница между ними заключается в том, что Лебядкин, прочитав своего «Таракана», перешёл на прозу и сообщил, что содержимое стакана было выплеснуто в корыто; по словам поэта-графомана, насекомое при этом не роптало. Зато персонаж Высоцкого, не пожелавший мириться с ролью засушенного коллекционного экземпляра, выгнал из своей среды обитания клопов и пауков; в итоге сюжет из бытовой истории перешёл в разряд «исторических мифов»: «И, как всегда в истории, / Мы разом спины выгнули, / Хоть осы и гундосили, / Но кто силён, тот прав».

## Опус Дмитрия Шостаковича

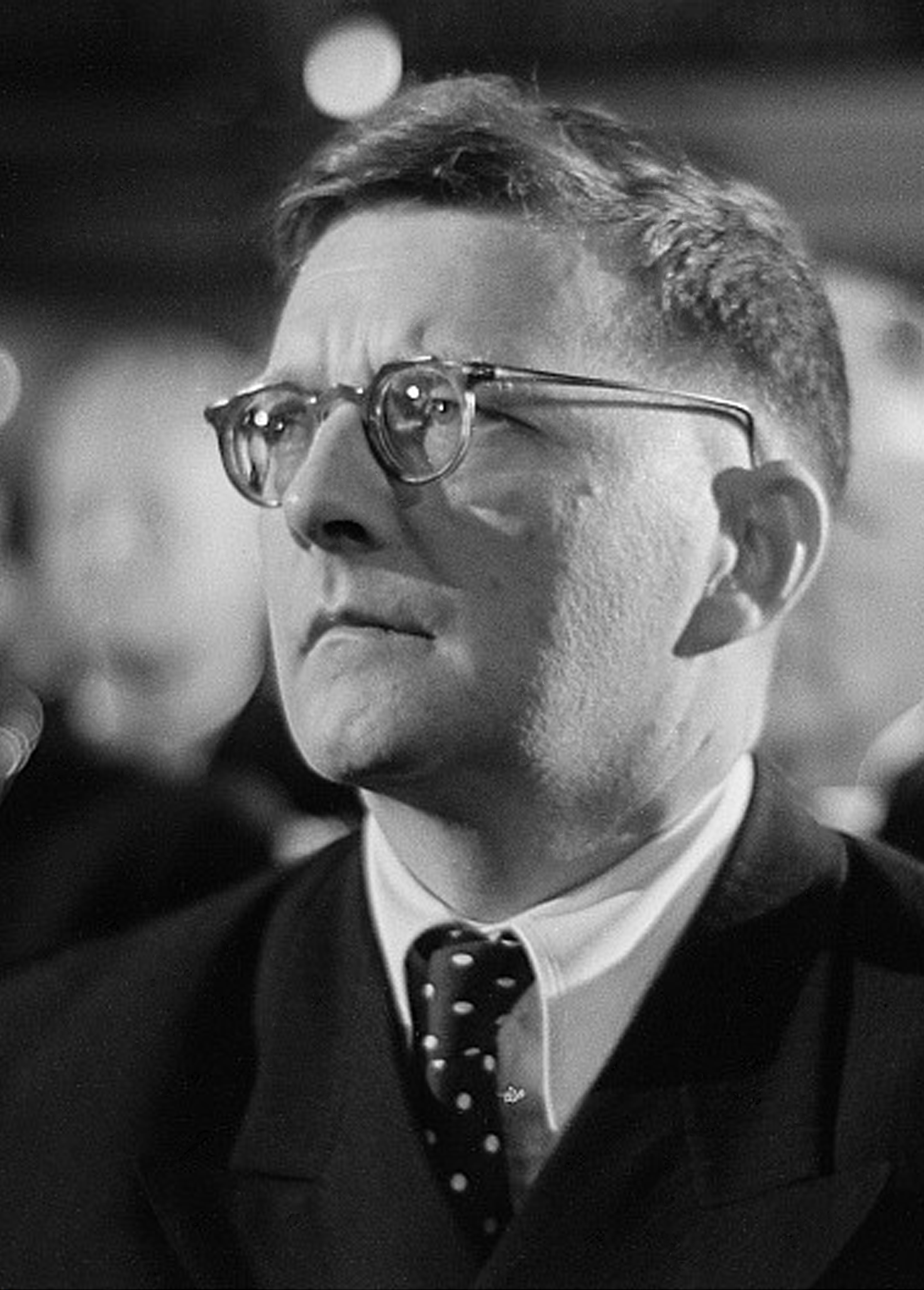
Дмитрий Шостакович

В наследии Дмитрия Шостаковича есть опус, названный музыковедом Соломоном Волковым «трагической и загадочной усмешкой» композитора. Речь идёт о последнем вокальном произведении Дмитрия Дмитриевича — «Четырёх стихотворениях капитана Лебядкина» (1975). Цикл состоит из песен на стихотворения «Таракан», «Краса красот сломала член», «Плюй на всё и торжествуй», «Светлая личность». По мнению исследователей, выбор стихов был не случайным: Шостакович искал «наиболее адекватную опору для выражения окружающего его абсурда». Премьера цикла, который композитор сочинил с учётом вокальных возможностей певца Евгения Нестеренко, состоялась 10 мая 1975 года. Это был последний концерт в жизни Шостаковича; через три месяца он скончался.

Абсурдный морок дискредитирующего всякий смысл лебядкинского бормотания — вот тот пародийный облик уродливого, неспособного к высказыванию и коммуникации слова, приговор которому вынес Шостакович непосредственно перед тем, как в последний раз вызвать к жизни величественные бессловесные образы альтовой сонаты.